# 훗코시역
훗코시역(일본어: 吹越駅)은 일본 아오모리현 가미키타군 요코하마정에 위치한 동일본 여객철도 오미나토 선의 철도역이다. 단선 승강장 1면 1선의 구조를 갖춘 지상역이다.

## 역 주변
- 국도 제279호선

## 역사
- 1943년 3월 20일 : 개업.
- 1987년 4월 1일 : 일본국유철도 분할 민영화에 의해, 동일본 여객철도가 승계.

## 인접 역
| 동일본 여객철도 오미나토 선 | 동일본 여객철도 오미나토 선 | 동일본 여객철도 오미나토 선 |
| --------------------------- | --------------------------- | --------------------------- |
| 아리토 노헤지 방면          | ■ 오미나토 선               | 무쓰요코하마 오미나토 방면  |